# 埃纳雷斯堡

埃纳雷斯堡（西班牙語：Alcalá de Henares，埃納雷斯河上的城堡）是西班牙马德里自治区的一座城市。埃納雷斯堡自15世紀以來就是一座大學城。1998年，埃纳雷斯堡的大学区和历史区入选联合国教科文组织世界遗产名录。西班牙古老的中世紀大學——马德里康普顿斯大学（阿爾卡拉大學）本來位于此地，但在1836年搬到了馬德里，現在位于當地的是1977年回归的阿爾卡拉大學。
埃纳雷斯堡位于马德里市区中心东部31公里处，距离瓜達拉哈拉省首府瓜达拉哈拉仅22公里。在宗教上，它属于天主教埃納雷斯堡教區。

## 地名语源
来自阿拉伯语，意为城堡。

## 地理

### 位置
| 西北: 上达甘索                                      | 北: 梅科 和 卡马尔马-德埃斯特鲁埃拉斯 | 东北: 洛斯桑托斯-德拉乌莫萨                     |
| 西: 托雷洪-德阿尔多斯                               |                                       | 东: 洛斯桑托斯-德拉乌莫萨 和 阿苏克卡德埃纳雷斯 |
| 西南: 埃纳雷斯河畔圣费尔南多 和 托雷斯-德拉阿拉梅达 | 南: 比利亚尔维利亚                    | 东南: 安丘埃洛                                  |

### 自然
埃纳雷斯堡也以白鹳闻名。由于该市位于埃納雷斯河谷地带，拥有丰富的食物和筑巢材料，因此成为迁徙鹳的迷人住所，在城市的许多教堂和历史建筑物中可以看到它们的巢。科学家建立了观察站长年研究这些鸟类。

### 气候
| 埃纳雷斯堡                | 埃纳雷斯堡 | 埃纳雷斯堡 | 埃纳雷斯堡 | 埃纳雷斯堡 | 埃纳雷斯堡 | 埃纳雷斯堡 | 埃纳雷斯堡 | 埃纳雷斯堡 | 埃纳雷斯堡 | 埃纳雷斯堡 | 埃纳雷斯堡 | 埃纳雷斯堡 | 埃纳雷斯堡 |
| 月份                      | 1月        | 2月        | 3月        | 4月        | 5月        | 6月        | 7月        | 8月        | 9月        | 10月       | 11月       | 12月       | 全年       |
| ------------------------- | ---------- | ---------- | ---------- | ---------- | ---------- | ---------- | ---------- | ---------- | ---------- | ---------- | ---------- | ---------- | ---------- |
| 平均高温 °C               | 10.6       | 12.2       | 15.6       | 17.2       | 21.7       | 27.8       | 32.2       | 32.2       | 27.8       | 20.0       | 14.4       | 11.1       | 20.2       |
| 平均低温 °C               | 0.0        | 1.7        | 3.3        | 5.6        | 8.9        | 13.3       | 16.1       | 16.1       | 12.8       | 8.3        | 3.9        | 1.7        | 7.6        |
| 平均降水量 mm             | 45.7       | 43.2       | 38.1       | 45.7       | 40.6       | 25.4       | 10.2       | 10.2       | 30.5       | 45.7       | 63.5       | 48.3       | 447.0      |
| 平均高温 °F               | 51.1       | 54.0       | 60.1       | 63.0       | 71.1       | 82.0       | 90.0       | 90.0       | 82.0       | 68.0       | 57.9       | 52.0       | 68.4       |
| 平均低温 °F               | 32.0       | 35.1       | 37.9       | 42.1       | 48.0       | 55.9       | 61.0       | 61.0       | 55.0       | 46.9       | 39.0       | 35.1       | 45.7       |
| 平均降水量                | 1.80       | 1.70       | 1.50       | 1.80       | 1.60       | 1.00       | 0.40       | 0.40       | 1.20       | 1.80       | 2.50       | 1.90       | 17.60      |
| 来源：espanol.weather.com |            |            |            |            |            |            |            |            |            |            |            |            |            |

## 人口
| 埃纳雷斯堡历史人口变化 |
|                        |
| 来源：INE              |

## 世界遗产

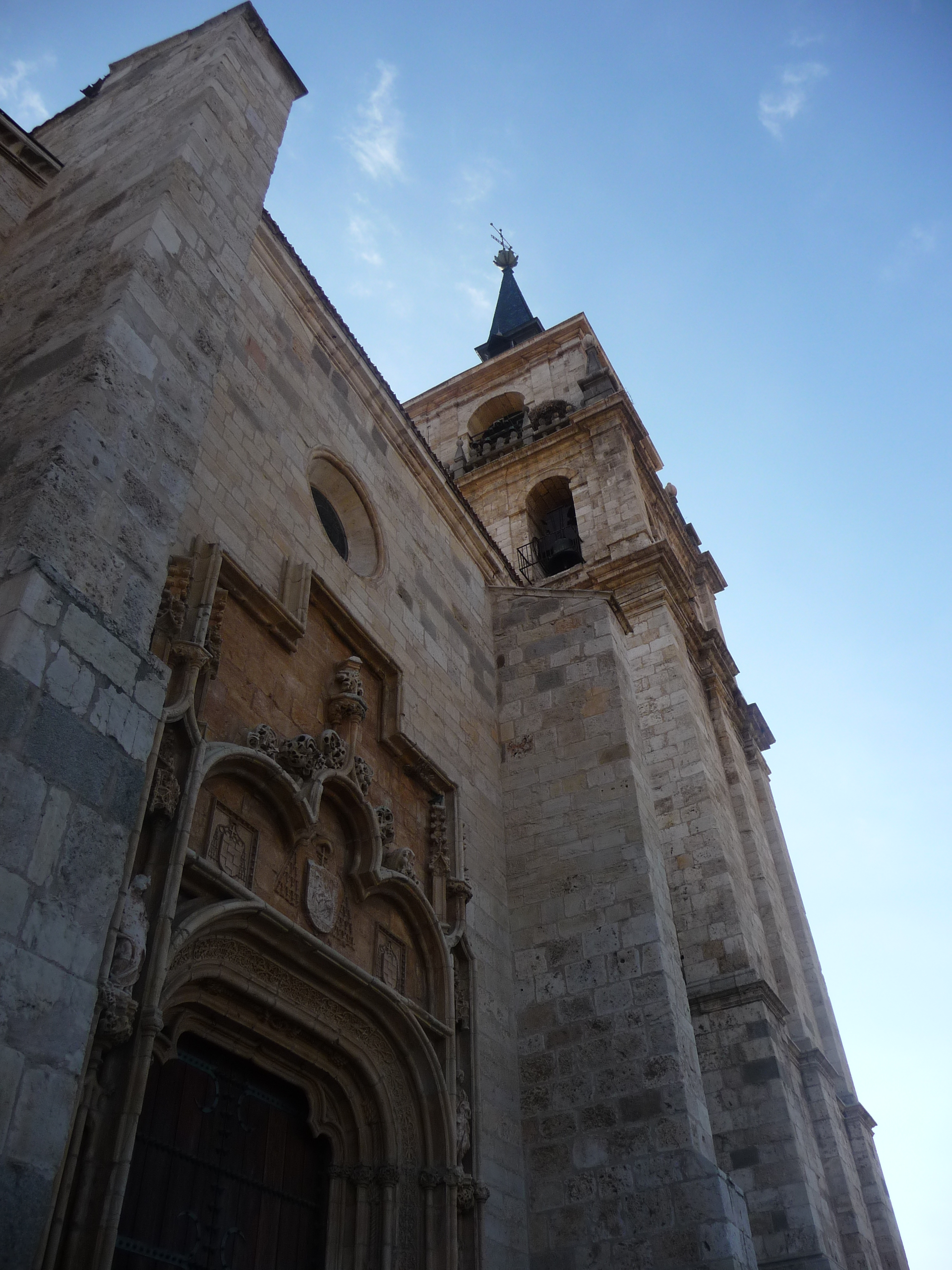
埃納雷斯堡主教座堂

埃纳雷斯堡是世界上第一座被规划成为大学城的城市，由西奈罗斯红衣大主教于16世纪早期建立。它是后来西班牙传教士带到美洲的理想城市社区（又被称为上帝之城）的范本，同时它也为欧洲乃至全世界的大学提供了设计模型。
埃纳雷斯堡大学城及历史区的重要建筑包括：
- 阿尔卡拉大学历史校区
- 古罗马主街道（Calle Mayor）
- 埃納雷斯堡主教座堂：晚期哥特式风格建筑。
- 米格尔·德·塞万提斯出生地

## 教育
阿爾卡拉大學是一所现代公立大学，成立于1977年。
| 阿爾卡拉大學基础设施 |        |              |            |              |
|                      |        |              |            |              |
| 法律系               | 药学系 | 哲学与文学系 | 环境科学系 | 高等理工学院 |

## 友好城市

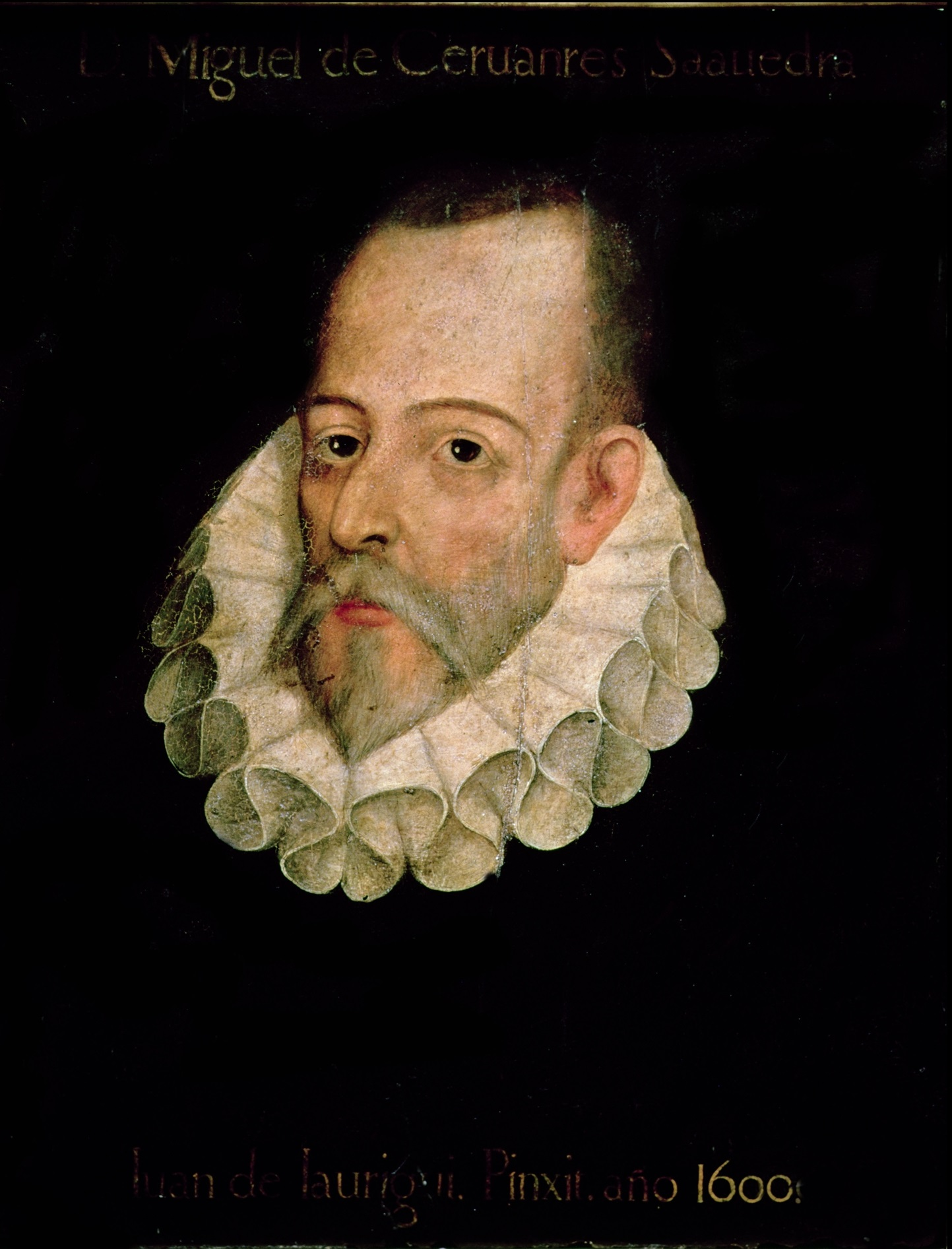
塞万提斯画像

| - 美国柯林斯堡 - 罗马尼亚阿尔巴尤利亚 - 英国剑桥 - 英国彼得伯勒 - 波兰卢布林 | - 美国圣迭戈 - 法國 塔朗斯 - 中国洛阳市 |

## 著名人物
- 米格尔·德·塞万提斯（1547–1616）：西班牙小说家、剧作家、诗人，小说《堂吉诃德》的作者，出生于埃纳雷斯堡。[10]
- 阿拉貢的凱瑟琳（1485–1536）：英格兰国王亨利八世第一任王后，出生于埃纳雷斯堡。[11]
- 斐迪南一世（1503–1564）：哈布斯堡王朝的奥地利大公，神聖羅馬皇帝（始于1556年），出生于埃纳雷斯堡。[12]
- 曼努埃尔·阿萨尼亚（1880–1940）：西班牙政治家。西班牙第二共和国总理（1931年–1933年）和总统（1936年–1939年），出生于埃纳雷斯堡。[13]
- 佩德羅·奧比昂：西班牙职业足球运动员，效力西汉姆联，出生于埃纳雷斯堡。[14]